# Liste der Biografien/Van H
Liste der Biografien |
Portal Biografien |
H Personensuche
# |
A |
B |
C |
D |
E |
F |
G |
H |
I |
J |
K |
L |
M |
N |
O |
P |
Q |
R |
S |
T |
U |
V |
W |
X |
Y |
Z |
?
 
Va |
Vd |
Ve |
Vh |
Vi |
Vj |
Vl |
Vn |
Vo |
Vr |
Vs |
Vt |
Vu |
Vy
 
Vaa |
Vab |
Vac |
Vad |
Vae |
Vaf |
Vag |
Vah |
Vai |
Vaj |
Vak |
Val |
Vam |
Van |
Vap |
Vaq |
Var |
Vas |
Vat |
Vau |
Vav |
Vaw |
Vax |
Vay |
Vaz
 
Van A |
Van B |
Van C |
Van D |
Van E |
Van F |
Van G |
Van H |
Van I |
Van K |
Van L |
Van M |
Van N |
Van O |
Van P |
Van Q |
Van R |
Van S |
Van T |
Van U |
Van V |
Van W |
Van Y |
Van Z

Vana |
Vanb |
Vanc |
Vand |
Vane |
Vang |
Vanh |
Vani |
Vanj |
Vank |
Vanl |
Vanm |
Vann |
Vano |
Vanp |
Vanq |
Vanr |
Vans |
Vant |
Vanu |
Vanv |
Vanw |
Vany |
Vanz
Die Liste der Biografien führt alle Personen auf, die in der deutschsprachigen Wikipedia einen Artikel haben. Dieses ist eine Teilliste mit 88 Einträgen von Personen, deren Namen mit den Buchstaben „Van H“ beginnt.

## Van H

### Van Ha
- Van Haecke, Louis (1910–1978), französischer Politiker, Mitglied der Nationalversammlung
- Van Haeften, Johnny (* 1952), britischer Galerist und Kunsthändler
- Van Haelen, Édouard (1895–1936), belgischer Schwimmer
- Van Halen, Alex (* 1953), niederländisch-US-amerikanischer Schlagzeuger und Perkussionist
- Van Halen, Eddie (1955–2020), niederländisch-amerikanischer RockmusikerEddie Van Halen (1955–2020)

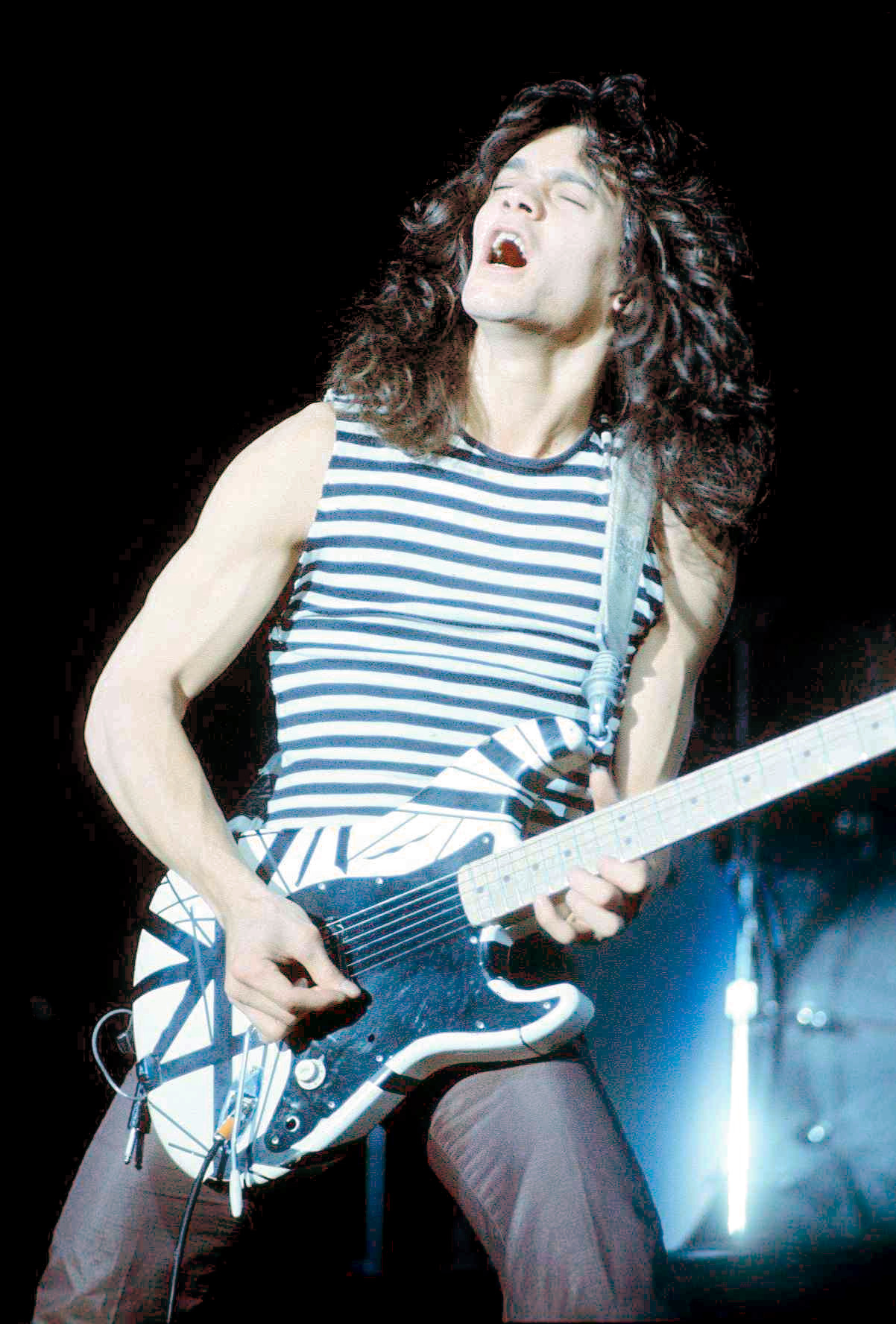
Eddie Van Halen (1955–2020)

- Van Halen, Juan (1790–1864), spanischer General
- Van Halen, Wolfgang (* 1991), US-amerikanischer Bassist
- Van Hamme, Jean (* 1939), belgischer Comicautor
- Van Harlingen, Dale J., US-amerikanischer Festkörperphysiker
- Van Hasselt, Thierry (* 1969), belgischer Comiczeichner und Comicverleger
- van Hattum, Oskar (* 2002), neuseeländischer Fußballspieler
- Van Haute, Danny (* 1956), US-amerikanischer Radrennfahrer
- Van Haute, Philippe (1957–2022), belgischer Psychoanalytiker und Philosoph
- Van Hauwaert, Cyrille (1883–1974), belgischer Radrennfahrer
- Van Hazebroeck, Gaston (* 1906), belgischer Eisschnellläufer

### Van He
- Van Hecke, Johan (* 1954), belgischer Politiker (Open VLD), MdEP
- Van Hecke, Lise (* 1992), belgische Volleyballspielerin
- Van Hecke, Lode (* 1950), belgischer Ordensgeistlicher, römisch-katholischer Bischof von Gent
- Van Hecke, Preben (* 1982), belgischer Radrennfahrer
- Van Heer, Tania (* 1970), australische Sprinterin
- Van Hege, Louis (1889–1975), belgischer Fußballspieler und Bobfahrer
- Van Heijenoort, Jean (1912–1986), französischer Trotzkist und Logik-Historiker
- Van Helden, Armand (* 1970), US-amerikanischer DJ und MusikproduzentArmand Van Helden (* 1970)

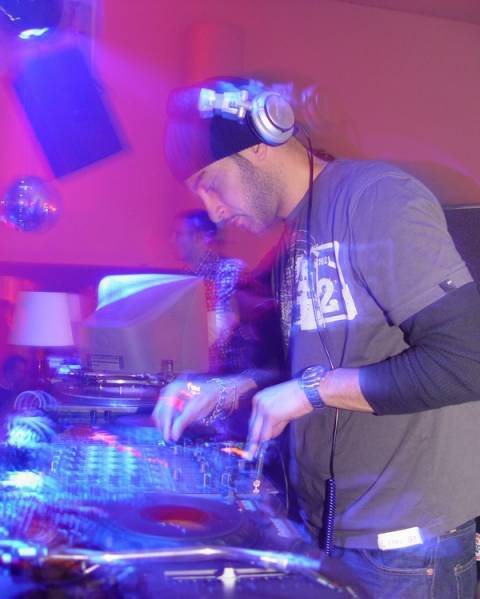
Armand Van Helden (* 1970)

- Van Helden, Marie-France (* 1959), französische Eisschnellläuferin
- Van Hellemont, Frans (1917–1986), belgischer Radrennfahrer
- Van Hemeldonck, Marijke (* 1931), belgische Politikerin (Socialistische Partij Anders)
- Van Hentenryck, Kevin (* 1953), US-amerikanischer Schauspieler
- Van Herck, Kurt (* 1965), belgischer Jazzsaxophonist
- Van Herzeele, Jeroen (* 1965), belgischer Jazzmusiker
- Van Herzele, Maurice (1917–1998), belgischer Radrennfahrer
- Van Heusen, Jimmy (1913–1990), US-amerikanischer Komponist
- Van Hevel, Odiel (1902–1994), belgischer Radrennfahrer

### Van Hi
- Van Himst, Paul (* 1943), belgischer Fußballspieler und -trainer
- Van Hise, Charles R. (1857–1918), US-amerikanischer Geologe

### Van Ho
- Van Hoeck, Francis Clement (1903–1976), belgischer Bischof und Münch
- Van Hoecke, Gijs (* 1991), belgischer Radrennfahrer
- Van Hoecke, Jan (* 1982), belgischer Blockflötist
- Van Hoeydonck, Paul (1925–2025), belgischer Künstler
- Van Holder, Frans (1881–1919), belgischer Maler

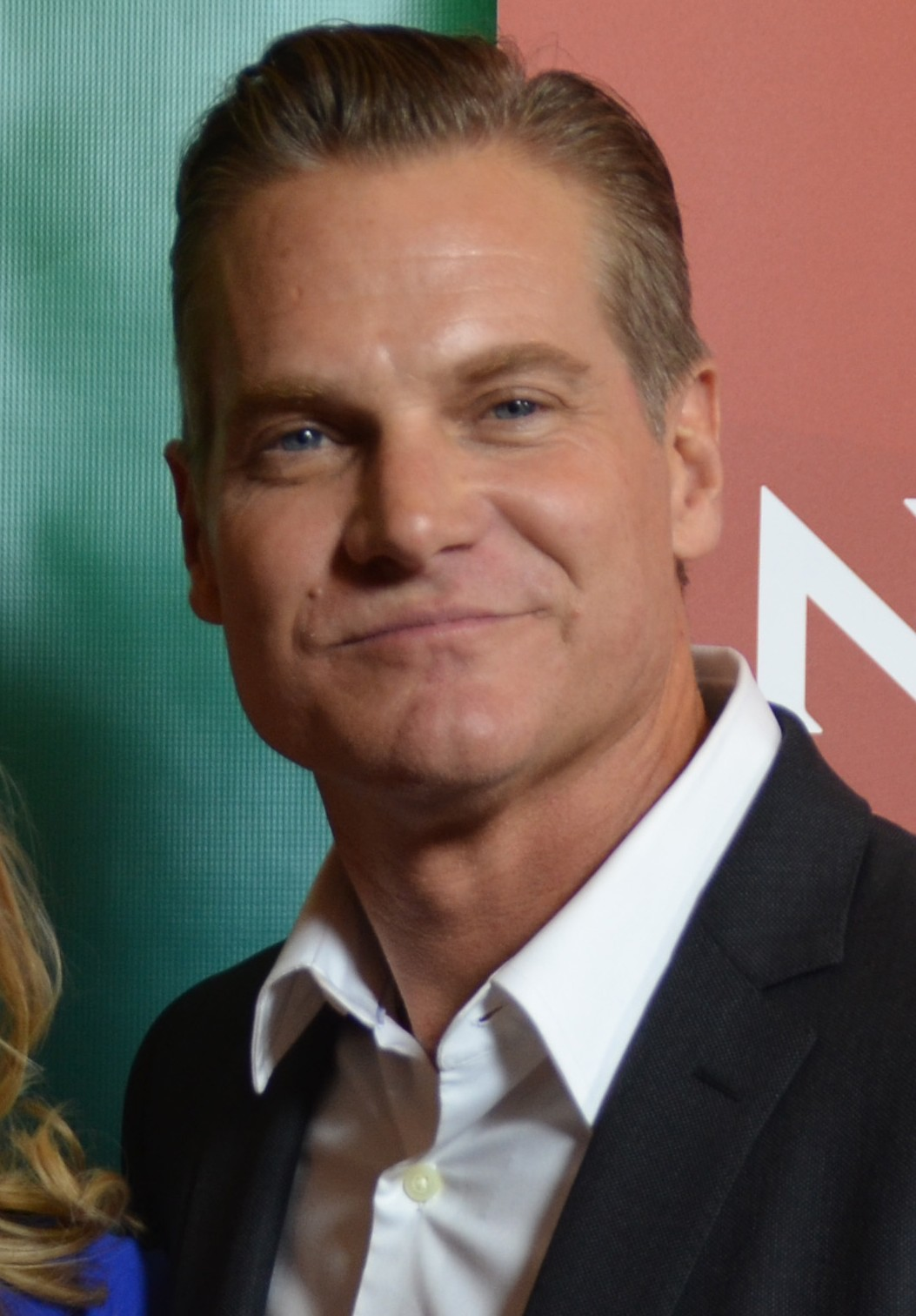
Brian Van Holt (* 1969)

- Van Holen, Ronny (* 1959), belgischer Radrennfahrer
- Van Hollebeke, Rachel (* 1985), US-amerikanische Fußballnationalspielerin
- Van Hollen, Chris (* 1959), US-amerikanischer Politiker (Demokratische Partei)
- Van Holt, Brian (* 1969), US-amerikanischer SchauspielerBrian Van Holt (* 1969)
- Van Hoof, Eddy (* 1959), belgischer Radrennfahrer
- Van Hoof, Paul (1900–1944), belgischer römisch-katholischer Geistlicher und Märtyrer
- Van Hooft, Anna (* 1980), kanadische Schauspielerin und Synchronsprecherin
- Van Hook, Larue (1877–1953), US-amerikanischer Klassischer Philologe
- Van Hool, Roger (1940–2023), belgischer Schauspieler
- Van Hoorenbeek, François, belgischer Tauzieher
- Van Hoorickx, Reinhard (1918–1997), belgischer Benediktiner, Musikhistoriker und Regens chori
- Van Hoosen Jones, Sarah (1892–1972), US-amerikanische Genetikerin
- Van Hoosen, Bertha (1863–1952), US-amerikanische Chirurgin und Hochschullehrerin
- Van Hoovels, Kevin (* 1985), belgischer Mountainbikefahrer
- Van Hooydonck, Edwig (* 1966), belgischer Radrennfahrer
- Van Hooydonck, Nathan (* 1995), belgischer RadrennfahrerNathan Van Hooydonck (* 1995)

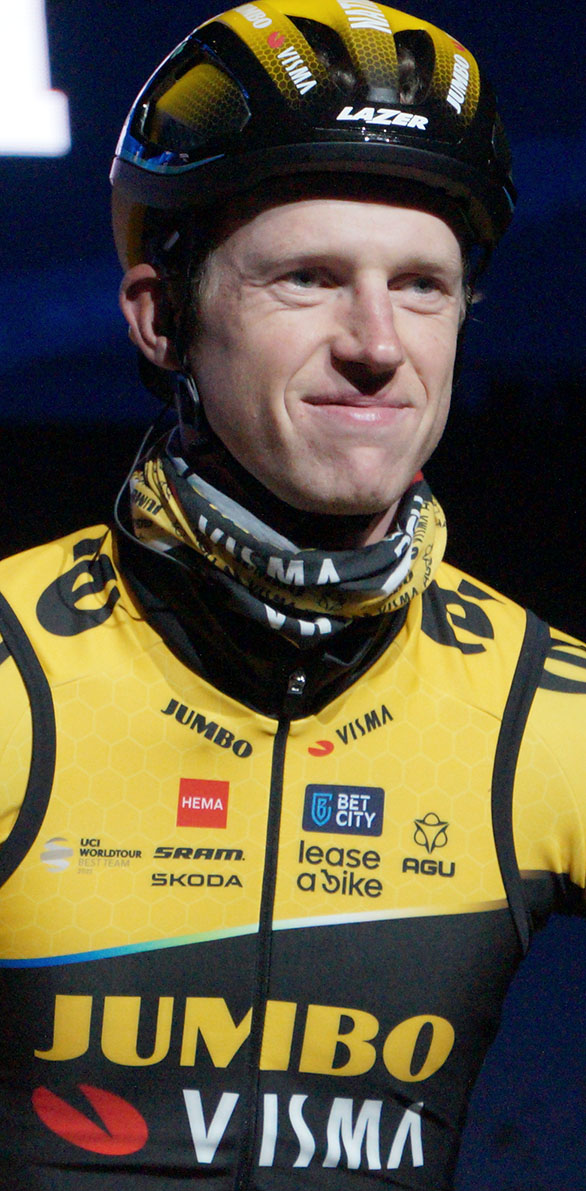
Nathan Van Hooydonck (* 1995)

- Van Hooydonk, Jeffrey (* 1977), belgischer Rennfahrer
- Van Horn, Buddy (1928–2021), US-amerikanischer Stuntman und Filmregisseur
- Van Horn, Burt (1823–1896), US-amerikanischer Politiker
- Van Horn, Darrin (* 1968), US-amerikanischer Boxer
- Van Horn, George (1850–1904), US-amerikanischer Jurist und Politiker
- Van Horn, Keith (* 1975), US-amerikanischer Basketballspieler
- Van Horn, Noel (* 1968), US-amerikanischer Comiczeichner
- Van Horn, Robert T. (1824–1916), US-amerikanischer Politiker
- Van Horn, Russell (1885–1970), US-amerikanischer Boxer
- Van Horn, William (* 1939), US-amerikanischer Zeichner, der (seit 1988) Disney-Comics zeichnet
- Van Horne, Amy, US-amerikanische Schauspielerin und Synchronsprecherin
- Van Horne, Archibald († 1817), US-amerikanischer Politiker
- Van Horne, Espy (1795–1829), US-amerikanischer Politiker
- Van Horne, Isaac (1754–1834), US-amerikanischer Politiker
- Van Horne, James C. (* 1935), US-amerikanischer Ökonom
- Van Horne, Randy (1924–2007), amerikanischer Jazz- und Unterhaltungsmusiker (Gesang, Komposition) und Chorleiter
- Van Horne, William Cornelius (1843–1915), US-amerikanischer, später kanadischer, Eisenbahnpionier und Unternehmer
- Van Houdt, Peter (* 1976), belgischer Fußballspieler und -trainer
- Van Hout, Joris (* 1977), belgischer Fußballspieler
- Van Hout, Kristof (* 1987), belgischer Fußballtorwart
- Van Hout, Russell (* 1976), australischer Radrennfahrer
- Van Houten, Isaac B. (1776–1850), US-amerikanischer Politiker
- Van Houten, John G. (1904–1974), US-amerikanischer Offizier, Generalmajor der US Army
- Van Houten, Leslie (* 1949), US-amerikanische Mörderin und ehemaliges Mitglied der „Manson Family“Leslie Van Houten (* 1949)

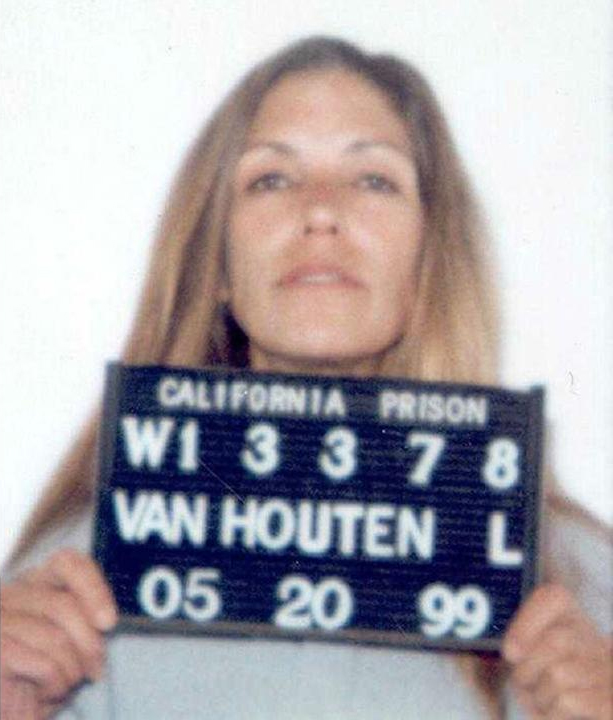
Leslie Van Houten (* 1949)

- Van Houtte, Jean (1907–1991), belgischer Politiker und Premierminister
- van Houtte, Louis (1810–1876), belgischer Botaniker, Pflanzensammler und Baumschulbesitzer
- Van Hove, Edmond (1851–1913), belgischer Maler
- Van Hove, Éric (* 1975), belgischer Konzeptkünstler und Autor
- Van Hove, Fred (1937–2022), belgischer Pianist und Komponist
- Van Hove, Kevin (* 1983), belgischer Snookerspieler
- Van Hove, Léon (1924–1990), belgischer Physiker

### Van Hu
- van Huffel, Peter (* 1978), kanadischer Jazzmusiker (Saxophon, Klarinette, Komposition)
- Van Huffel, Sabine (* 1958), belgische Mathematikerin, Informatikerin und Hochschullehrerin